# Pierre-Marc-Gaston de Lévis
Pierre-Marc-Gaston de Lévis (Paris, 7 de março de 1764 — Paris, 15 de fevereiro de 1830) segundo duque de Lévis, par da França, foi um político francês, aforista e deputado à Assembleia Nacional Constituinte. 

## Vida
Seu pai foi o primeiro duque de Lévis, o marechal Francis de Gaston. Em 1816 foi eleito para a cadeira 6 da Académie Française. Durante a Revolução Francesa, ele fugiu para a Inglaterra. Duas de suas três irmãs e sua mãe foram enviadas para a guilhotina durante a Revolução Francesa.
Ele é creditado com a citação "O tédio é uma doença para a qual o trabalho é o remédio". A citação frequentemente atribuída a Voltaire, "Julgue um homem por suas perguntas e não por suas respostas" é uma versão de uma de suas máximas - "suas respostas". (É mais fácil julgar a mente de um homem por suas perguntas do que por suas respostas) a partir de Máximas e reflexões sobre vários assuntos de moralidade e política (Paris, 1808): Máximas xviii.

## Trabalhos
- 1808: Voyage de Kang-Hi, ou nouvelles lettres chinoises, 2 vol.
- 1808: Maximes et réflexions sur différents sujets
- 1812: Suite des quatre Fiercadins
- 1814: L'Angleterre au commencement du XIXe siècle
- 1813: Souvenirs et portraits 1780-1789[2]
- 1816: Considérations morales sur les finances
- 1818: Des emprunts
- 1819: De l'autorité des chambres sur leurs membres
- 1824: Considérations sur la situation financière de la France
- 1828: La conspiration de 1821 ou les jumeaux de Chevreuse, 2 vol.
- 1829: Lettre sur la méthode Jacotot